# جورجي ميلكادز
جورجي ميلكادز (بالروسية: Георгий Джемалович Мелкадзе)‏ (4 أبريل 1997 بموسكو في روسيا - ) هو لاعب كرة قدم روسي وجورجي في مركزي الهجوم والوسط. شارك مع منتخب روسيا تحت 17 سنة لكرة القدم ومنتخب روسيا تحت 19 سنة لكرة القدم. أما مع النوادي، فقد لعب مع سبارتاك موسكو ونادي توسنو ونادي سبارتاك موسكو 2 لكرة القدم.

## وصلات خارجية
- جورجي ميلكادز على موقع قاعدة بيانات كرة القدم.إي يو (الإنجليزية)
- جورجي ميلكادز على موقع Soccerway.com (الإنجليزية)
- جورجي ميلكادز على موقع عالم كرة القدم.نت (الإنجليزية)